# Тверской государственный медицинский университет
Тверской государственный медицинский университет (ТверьГМУ, Тверской ГМУ Минздрава России — высшее учебное заведение в Твери.

## История
В 1920 году в Петрограде был создан институт общественного зубоврачевания. В 1927 году он был преобразован в Ленинградский научно-практический стоматологический институт, а в 1935 — в Ленинградский стоматологический институт. В 1954 году он был переведён в город Калинин, и на его базе создан Калининский медицинский институт, с 1995 года — Тверская государственная медицинская академия. В марте 2015 года академия была переименована в университет и ВУЗ стал называться ФГБОУ ВО Тверской ГМУ Минздрава России.

## Структура
Ректор — Чичановская Леся Васильевна. По данным 2011 года академия насчитывает 479 преподавателей, в том числе 55 профессоров и 149 доцентов. С декабря 2024 года исполняющим обязанности ректора Тверского государственного медицинского университета назначен, д.м.н. профессор Александр Григорьевич Сонис. 
Ректорат:
Бахарева Ольга Николаевна - проректор по научной работе и инновационной деятельности.
Соловьева Алла Валентиновна - проректор по реализации национальных проектов и развитию регионального здравоохранения.
Баженов Николай Дмитриевич - проректор по лечебной работе.
Соколов Сергей Александрович - проректор по воспитательной работе и молодежной политике.
Николаева Татьяна Олеговна - проректор по учебной работе.

## Образовательная деятельность
По данным федерального портала «Российское образование», на 2011 год университет насчитывал 2636 студентов очного обучения и 304 студента заочного обучения. Университет осуществляет подготовку по специальностям: лечебное дело, педиатрия, стоматология, фармация, сестринское дело.

## Международная деятельность
Университет взаимодействует со многими учебными и научными заведениями зарубежных стран, а также международными организациями. Наиболее значимых успехов удалось добиться по следующим направлениям:
- организация российско-германского учебно-научно-практического центра по эндоскопической хирургии (кафедра госпитальной хирургии);
- создание российско-германского центра по современным инновационным технологиям в офтальмологии (кафедра глазных болезней);
- создание совместно с немецкими коллегами лаборатории молекулярной генетики (кафедра общей патологии);
- российско-германская научная программа в области детской кардиологии (кафедра педиатрии педиатрического факультета);
- открытие представительства ТГМА при Саарский университет (Германия);
- совместный проект с медицинским центром «Байкон» (США) по созданию подразделения дентальной имплантологии.

К числу зарубежных организаций, с которыми ТверьГМУ поддерживает партнерские отношения относятся: Университет Земли Саар (Германия), Университет г. Вадодара (Индия), медицинская академия г. Люблин (Польша), Российский Центр Международного Образования (Индия), Российский Образовательный Центр (Шри-Ланка), медицинский центр «Байкон» (США).
Неотъемлемым элементом международной деятельности ТверьГМУ является подготовка медицинских специалистов для зарубежных стран. Начиная с 1962 года студенты, ординаторы, аспиранты, клинические специалисты из 56 стран мира обучались в ТверьГМУ. В настоящее время около ¼ всех студентов ТверьГМУ составляют иностранные граждане. С 2001 года преподавание ведётся с использованием английского языка.

## ТверьГМУ в рейтингах
Официальный сайт Тверского медицинского университета (www.tvergma.ru) является одним из наиболее информативных интернет-ресурсов среди медицинских вузов России. По независимой оценке НИУ «Высшая школа экономики» совместно с РИА «Новости» по заказу Общественной палаты РФ в рамках проекта «Социальный навигатор» сайт Тверского медицинского университета входит в группу наиболее прозрачных и открытых сайтов для абитуриентов (мониторинги 2013, 2012, 2011 (недоступная ссылка) и 2010 года).
21 апреля 2011 года решением Исполнительного комитета Объединения «Золотая книга Санкт-Петербурга Архивная копия от 6 декабря 2013 на Wayback Machine» (Протокол № 7(4)/62) Тверская государственная медицинская академия удостоена звания Лауреата Золотой Книги Санкт-Петербурга с занесением её в Летопись Славы Великого города.